# 比利夫
50°41′41″N 25°58′27″E / 50.69472°N 25.97417°E

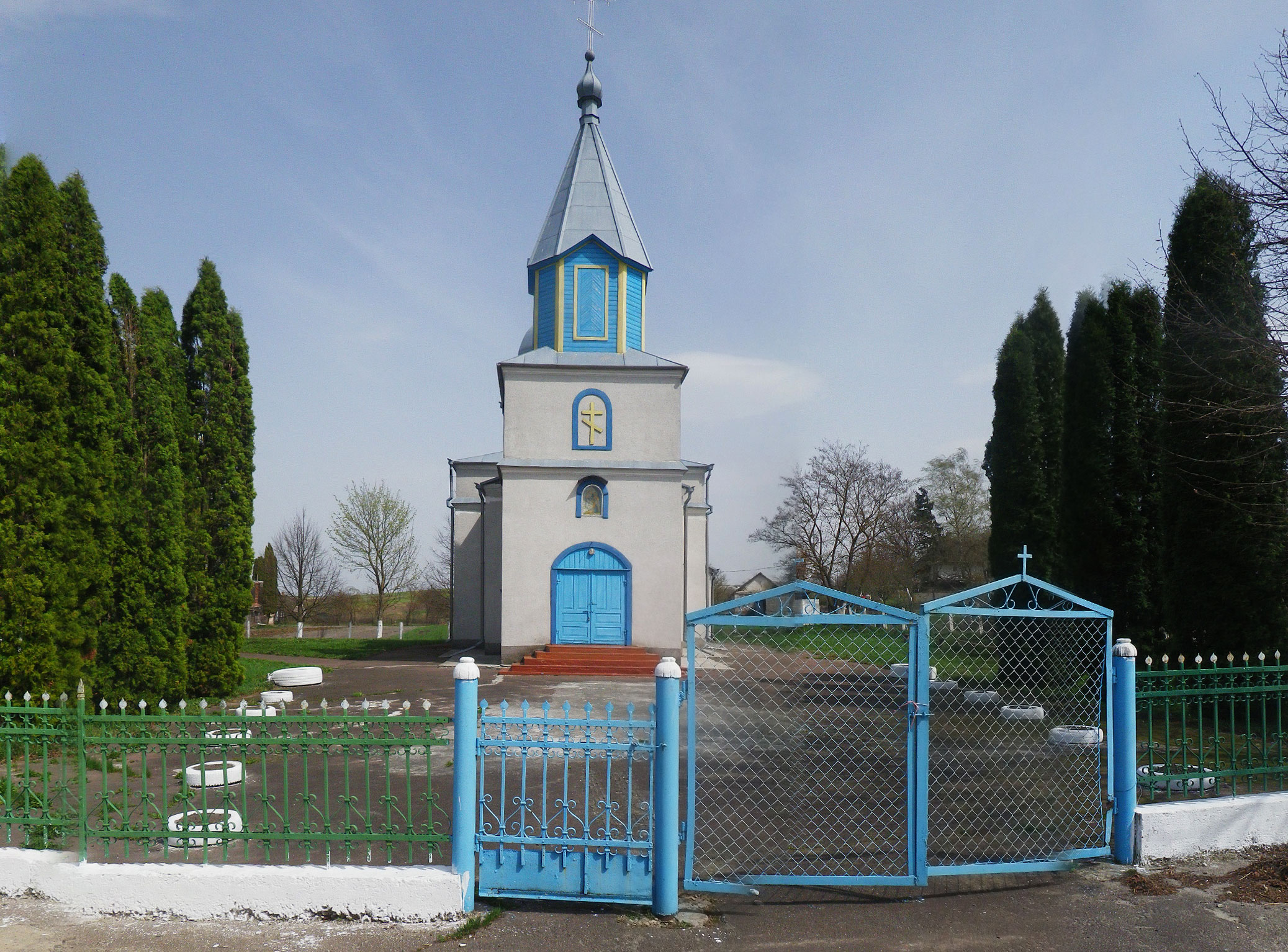
教堂

比利夫（烏克蘭語：Білів），是烏克蘭西北部里夫内州里夫内区佐里亞市鎮的村落。始建於1,150年，面積0.57平方公里，海拔高度194米，2001年人口411，人口密度每平方公里721.1人。